# Ayuntamiento de Toledo
El Ayuntamiento de Toledo es la institución que se encarga del gobierno del municipio español de Toledo, capital de la provincia homónima, y también capital de la comunidad autónoma de Castilla-La Mancha.
El consistorio está presidido por el alcalde de Toledo, que desde 1979 es elegido democráticamente por sufragio universal. 
Actualmente ostenta dicho cargo Carlos Velázquez Romo (PP), alcalde de Toledo, tras las elecciones del 28 de mayo de 2023. Velázquez Romo sucedió en el cargo a la socialista Milagros Tolón, que gobernó en la capital toledana durante ocho años.

## Sede
El edificio del Ayuntamiento de Toledo se localiza en la plaza del Consistorio.

## Pleno
| Grupo municipal | Grupo municipal | Grupo municipal                   | Portavoz         | Concejales |
|                 |                 | Partido Socialista Obrero Español | Milagros Tolón   | 11         |
|                 |                 | Partido Popular                   | Carlos Velazquez | 9          |
|                 |                 | Vox                               | Inés Cañizares   | 4          |
|                 |                 | Podemos-Izquierda Unida           | Txema Fernández  | 1          |

La administración de la ciudad corresponde al Ayuntamiento, compuesto por 25 concejales elegidos por sufragio universal cada cuatro años en una circunscripción única con listas cerradas.

## Alcaldes
| Periodo   | Nombre                       | Partido                                  |
| --------- | ---------------------------- | ---------------------------------------- |
| 1979-1983 | Juan Ignacio de Mesa         | Unión de Centro Democrático (UCD)        |
| 1983-1987 | Joaquín Sánchez Garrido      | Partido Socialista Obrero Español (PSOE) |
| 1987-1991 | José Manuel Molina García    | Partido Popular (PP)                     |
| 1991-1995 | Joaquín Sánchez Garrido      | Partido Socialista Obrero Español (PSOE) |
| 1995-1999 | Agustín Conde Bajén          | Partido Popular (PP)                     |
| 1999-2003 | José Manuel Molina García    | Partido Popular (PP)                     |
| 2003-2007 | José Manuel Molina García    | Partido Popular (PP)                     |
| 2007-2011 | Emiliano García-Page Sánchez | Partido Socialista Obrero Español (PSOE) |
| 2011-2015 | Emiliano García-Page Sánchez | Partido Socialista Obrero Español (PSOE) |
| 2015-2019 | Milagros Tolón Jaime         | Partido Socialista Obrero Español (PSOE) |
| 2019-2023 | Milagros Tolón Jaime         | Partido Socialista Obrero Español (PSOE) |
| 2023-act. | Carlos Velázquez Romo        | Partido Popular (PP)                     |

## Resultados electorales
Las primeras elecciones democráticas, celebradas en 1979, las ganó la UCD con 11 escaños, por 7 del PSOE, 5 del PCE y uno de la Coalición Democrática y de Fuerza Nueva. En esta primera etapa se formó un gobierno de coalición dirigido por el centrista Juan Ignacio de Mesa. En las segundas elecciones, celebradas en 1983, se formó una corporación similar a la actual, con solo tres grupos municipales (PSOE 11, CD 11 y PCE 3), aunque en un principio el Partido Demócrata Popular obtuvo dos concejales de forma independiente, luego formó un mismo grupo junto a Alianza Popular. Lo más destacable de esas elecciones fue la desaparición de la UCD. La alcaldía pasó a manos del socialista Joaquín Sánchez Garrido que gobernó junto al PCE.
En 1987, Alianza Popular (que posteriormente se denominaría Partido Popular) ganó las elecciones con 12 concejales, mientras que el PSOE encabezado por Ricardo Sánchez Candelas sufrió una abultada derrota por sus problemas internos, bajando a 8 concejales. El PCE, ya convertido en Izquierda Unida no pudo mejorar sus resultados, permaneciendo con tres concejales. Además, apareció un nuevo partido, el CDS, que con sus dos concejales dio la alcaldía a José Manuel Molina García. A partir de 1991 nunca ha habido más de tres grupos parlamentarios al desparecer la CDS. Esas elecciones las ganó el PP, pero el socialista Sánchez Garrido pudo volver a la alcaldía gracias a un pacto con una decreciente Izquierda Unida. La primera mayoría absoluta la obtuvo el PP en 1995, recuperando la alcaldía de la mano de Agustín Conde Bajen con más del 49 % de los votos.
Para las elecciones de 1999, José Manuel Molina volvió a ser el candidato del Partido Popular, ya que Conde se presentó a las elecciones autonómicas. La lista electoral del PSOE la encabezó Juan Pedro Hernández Moltó, diputado nacional por la provincia. Destacable de estas elecciones es que el PSOE se presentó con la denominación PSOE-Progresistas por el acuerdo llevado a cabo con Izquierda de Castilla-La Mancha-Nueva Izquierda, escisión de Izquierda Unida de la que forman parte los dos concejales que ese partido obtuvo en 1995. Las elecciones las volvió a ganar el PP con mayoría absoluta, aunque perdió más de 1200 votos respecto a las anteriores elecciones. El PSOE por su parte gana un escaño, perdido por Izquierda Unida, muy debilitada tras la escisión. En 2003 se repetirán los mismos resultados, siendo Molina el primer alcalde toledano en estar dos mandatos consecutivos en el cargo, derrotando esta vez a Alejandro Alonso Núñez.
| Partido político                         | 2023   | 2023  | 2023       | 2019   | 2019  | 2019       | 2015   | 2015  | 2015       | 2011   | 2011  | 2011       | 2007   | 2007  | 2007       |
| Partido político                         | Votos  | %     | Concejales | Votos  | %     | Concejales | Votos  | %     | Concejales | Votos  | %     | Concejales | Votos  | %     | Concejales |
| Partido Socialista Obrero Español (PSOE) | 16 864 | 38,21 | 11         | 19 258 | 44,23 | 12         | 13 350 | 30,17 | 9          | 19 395 | 42,40 | 11         | 18 011 | 43,45 | 11         |
| Partido Popular (PP)                     | 13 893 | 31,48 | 9          | 10 976 | 21,21 | 6          | 14 578 | 32,94 | 9          | 20 025 | 43,78 | 12         | 18 798 | 45,35 | 12         |
| Vox                                      | 5945   | 13,47 | 4          | 3604   | 8,28  | 2          | 782    | 1,77  | 0          | —      | —     | —          | —      | —     | —          |
| Podemos-CLM-Izquierda Unida (IU)         | 2749   | 6,23  | 1          | 3505   | 8,05  | 2          | 7390   | 16,70 | 4          | 3616   | 7,91  | 2          | 3322   | 8,01  | 2          |
| Ciudadanos (CS)                          | 1433   | 3,29  | 0          | 5463   | 12,55 | 3          | 4482   | 10,13 | 3          | —      | —     | —          | —      | —     | —          |

## Evolución de la deuda viva municipal
El concepto de deuda viva contempla sólo las deudas con cajas y bancos relativas a créditos financieros, valores de renta fija y préstamos o créditos transferidos a terceros, excluyéndose, por tanto, la deuda comercial.
| Gráfica de evolución de la deuda viva del Ayuntamiento entre 2008 y 2024                         |
|                                                                                                  |
| Deuda viva del Ayuntamiento de Toledo, en miles de euros, según datos del Ministerio de Hacienda |